# Saint-Hilaire-sous-Charlieu
Saint-Hilaire-sous-Charlieu település Franciaországban, Loire megyében. Lakosainak száma 540 fő (2022. január 1.). Saint-Hilaire-sous-Charlieu Chandon, Villers, Boyer, Jarnosse, Nandax és Pouilly-sous-Charlieu községekkel határos.

## Népesség
A település népessége az elmúlt években az alábbi módon változott:
| Lakosok száma | 318  | 365  | 390  | 492  | 559  | 555  | 535  | 529  | 529  | 540  |
|               | 1968 | 1982 | 1990 | 2006 | 2013 | 2015 | 2017 | 2019 | 2020 | 2022 |